# SBE Entertainment Group
SBE è un'azienda privata di ospitalità che sviluppa, gestisce hotel, residence, ristoranti e night club fondata nel 2002 da Sam Nazarian.
I marchi che possiede sono: SLS Hotel & Residences, Delano, Mondrian, Redbury, Hyde Hotel & Residences, Clift, Hudson, Sanderson e St Martins Lane.
Inoltre, SBE i seguenti ristoranti internazionali e lounge: Katsuya, Cleo, The Bazaar by José Andrés, Fi'lia by Michael Schwartz, Umami Burger, Hyde Lounge and Skybar.
Dakota Development e Disruptive Restaurant Group sono delle filiali di SBE.
A Novembre 2016, SBE acquisisce Morgans Hotel Group aggiungendo 13 hotel boutique al suo portafoglio, tra cui l'Hudson di New York, I marchi Mondrian e Delano e Morgans Originals. 
A seguito dell'acquisizione SBE possiede con 20 hotel, 70 ristoranti e 42 lounge, e ha sedi tra Los Angeles, New York, e Miami.

## Hotel e Residence
New York
- Hudson Hotel
- The Redbury New York

South Beach
- Delano Hotel
- Mondrian Hotel
- SLS South Beach
- Shore Club Hotel
- SLS Brickell
- TownHouse Miami
- The Raleigh
- Hyde Hotels, Resorts & Residences
- The Redbury South Beach

Los Angeles
- Mondrian Hotel
- SLS Beverly Hills

Las Vegas
- Delano Las Vegas
- SLS Las Vegas

San Francisco
- Clift

Istanbul
- 10 Karakoy

Londra
- St. Martins Lane
- Sanderson Hotel
- Mondrian London